# 디스토리
디스토리(Dstory)TV는 2021년 7월 1일에 여성드라마, 여성버라이어티 전문 케이블 TV이다.
여성들의 변화된 능동적 가치관에 부합되는 다양한 프로그램들을 제작하고 방송하고 있다. 현재 Genie TV, 딜라이브, 아름방송, LG헬로비전에 송출하고 있으며 추후 가입자가 늘어날 예정이다. 대표적인 방송프로그램으로 위대한 세기 쾨셈, 위대한 부활 에르투룰 등이 있다.

## 채널번호
- 딜라이브 230번
- 아름방송 90-1번
- LG헬로비전 990번